# Arvāneh
Arvāneh (persiska: اروانه) är en ort i Iran.   Den ligger i provinsen Semnan, i den centrala delen av landet, 150 km öster om huvudstaden Teheran. Arvāneh ligger 2 049 meter över havet och antalet invånare är 104.
Terrängen runt Arvāneh är lite bergig.Runt Arvāneh är det ganska glesbefolkat, med 23 invånare per kvadratkilometer. Närmaste större samhälle är Aftar, 6,9 km öster om Arvāneh. Trakten runt Arvāneh är ofruktbar med lite eller ingen växtlighet.